# Marie Teusch
Marie Teusch (* 12. März 2003 in Wittlich) ist eine deutsche Handballspielerin, die für den deutschen Bundesligisten TSV Bayer 04 Leverkusen aufläuft.

## Karriere
Teusch erlernte das Handballspielen bei der HSG Wittlich und wechselte 2019 zum TSV Bayer 04 Leverkusen, bei dem sie anfangs im Jugendbereich und mit der 2. Damenmannschaft in der 3. Liga spielte. Im Mai 2021 gab sie gegen Frisch Auf Göppingen ihr Debüt in der Bundesliga. In der Saison 2021/22 gehörte sie ab Februar 2022 fest dem Bundesligakader an. Am 26. Februar 2022 erzielte sie im Spiel gegen die Sport-Union Neckarsulm ihren ersten Treffer in der Bundesliga. In derselben Spielzeit gewann sie mit der A-Jugend die deutsche Meisterschaft. Nach der Saison 2021/22 erhielt sie einen Vertrag für die Bundesligamannschaft vom TSV Bayer 04 Leverkusen. Nach der Saison 2024/25 wird sie zum Drittligisten SV Allensbach wechseln.